# Дан поноса у Ирану
Дан поноса у Ирану, Национални дан иранских ЛГБТ особа, или Национални дан сексуалних мањина  је догађај који се одржава сваког четвртог петка у јулу (први петак према иранском календару Мордад) у Ирану од 2010. године.

## Историја
У Ирану је хомосексуалност незаконита и могла би се казнити смртном казном. Према Омару Кудусу, активисти за геј права из Велике Британије, иранска влада користи лажне оптужбе за погубљење и прогон хомосексуалаца, прикривајући то од међународне заједнице. На форуму „Понедељак” на Универзитету Колумбија, бивши ирански председник Махмуд Ахмадинежад рекао је: „У Ирану немамо хомосексуалце као у вашој земљи. У Ирану немамо овај феномен". Ипак, мала група од 20 до 30 ЛГБТ активиста, која себе назива „Дуга” ( رنگین‌کمانی‌ها , Renginkâmaniha), слави Дан поноса од 2010. године.
Тај дан је први пут најавила група иранских ЛГБТ активиста на блогу у јулу 2010 године. Сваке године ирански ЛГБТ активисти окупљали су се око престонице Техерана и тајно се сликали како држе заставе дугиних боја и исписане слогане. Морали су сакрити лица како би избегли узнемиравање полиције и могуће кривично гоњење. Активисти су фотографисали догађај у другим градовима, укључујући и Керман. Први пут, 2017. године, организатори су одлучили да догађај обележе јавно, када су позвани да присуствују Паради поноса у Амстердаму, иако су морали покрити лице како би избегли кривично гоњење по повратку у Иран. О догађају 2017. организатори су рекли: „Наша туга није пригушена, али ми, иранске дуге, јавно исказујемо своју срећу као облик отпора и одржавамо нашу еуфорију живу као бакљу правде.”.

## Медијска покривеност
Недељу дана након прве прославе у јулу 2010. године, Ресалат, конзервативни лист у Ирану, објавио је чланак о том догађају  који су такође пренели неки други конзервативни медији у земљи.